# Omar Belatoui
Omar Belatoui (ur. 4 września 1969 w Oranie) – algierski piłkarz występujący na pozycji obrońcy. Trener piłkarski.

## Kariera klubowa
W swojej karierze Belatoui występował w zespołach MC Oran oraz ASM Oran. Wraz z MC Oran trzy razy zdobył mistrzostwo Algierii (1988, 1992, 1993), a także raz Puchar Algierii (1996).

## Kariera reprezentacyjna
W latach 1989–1995 w reprezentacji Algierii Belatoui rozegrał 23 spotkania.
W 1992 roku znalazł się w drużynie na Puchar Narodów Afryki. Zagrał na nim w spotkaniach z Wybrzeżem Kości Słoniowej (0:3) i Kongiem (1:1), a Algieria odpadła z turnieju po fazie grupowej.
W 1996 roku Belatoui ponownie został powołany do kadry na Puchar Narodów Afryki. Nie wystąpił jednak na nim w żadnym meczu, a Algieria zakończyła turniej na ćwierćfinale.